# Chloroclystis annimasi
Chloroclystis annimasi là một loài bướm đêm trong họ Geometridae.